# Gordiano Lupi
Gordiano Lupi (Piombino, Italy - 1960). Periodista, escritor y traductor.

## Vida
En 1996, se graduó en Derecho en la Universidad de Pisa. En 1999 fundó, junto con Maurizio y Andrea Maggioni Panerini, expertos en la cultura cubana, la editorial La Gaceta Literaria, En 2000 comenzó a traducir las novelas de Alejandro Torreguitart Ruiz, y luego en 2009 comenzó a traducir el blog de Yoani Sánchez , las obras de Félix Luis Viera (La patria es una naranja), José Martí (La edad de oro ), Heberto Padilla (Fuera de juego), Virgilio Piñera (cuentos y poemas El peso de una isla), Guillermo Cabrera Infante (La ninfa errática). Su actividad periodística ve colaboraciones con periódicos La Stampa y Il Corriere Nazionale.
Su otro trabajo es en el campo del cine italiano. Escribió obras populares dedicados a los personajes del paisaje cultural italiano como Federico Fellini, Joe D'Amato, Lucio Fulci, Ruggero Deodato , Tinto Brass, Enzo G. Castellari, así como a estrellas y divas tales como Tomas Milian, Gloria Guida y Edwige Fenech. 
Basado en sus cuentos Caperucita Roja y El sacerdote, el director Stefano Simone sacó las películas "Red Riding Hood" y "Unfacebook".

## Obra
- Nero tropicale (Il Foglio, 2000) - cuentos cubanos
- Orrori tropicali (Il Foglio, 2002) - cuentos de horror cubano
- Cuba Magica' (Mursia, 2003) - ensayo sobre la santería
- Un’isola a passo di son (Bastogi, 2004) - sobre la música cubana
- Quasi quasi faccio anch’io un corso di scrittura (Stampa Alternativa, 2004)
- Orrore, erotismo e pornografia secondo Joe d'Amato (Profondo Rosso, 2004)
- Serial Killer italiani (Editoriale Olimpia, 2005)
- Almeno il pane Fidel - Cuba quotidiana (Stampa Alternativa, 2006) - sobre el periodo especial y la Cuba cotidiana
- Mi Cuba (Mediane, 2008) - ensayo fotográfico sobre Cuba
- Fellini - A cinema greatmaster (Mediane, 2009),
- Sangue Habanero(Eumeswil, 2009) - novela negra cubana
- Una terribile eredità (Perdisa, 2009) - novela negra cubana
- Per conoscere Yoani Sánchez (Il Foglio, 2010) - biografía de la bloguera cubana
- Fidel Castro – biografia non autorizzata (A.Car, 2010) - vida y obras de un dictador
- Storia del cinema Horror Italiano – vol.1 – Il Gotico (Il Foglio, 2011)
- El otro paredón y sus fusileros en Italia. El otro paredón. Asesinatos de la reputación en Cuba. (Eriginal Books, 2012)

## Traducciones

### Alejandro Torreguitart Ruiz
- Machi di carta (Stampa Alternativa, 2003)
- La Marina del mio passato (Nonsoloparole, 2003)
- Vita da jinetera (Il Foglio, 2005)
- Cuba particular – Sesso all’Avana (Stampa Alternativa, 2007)
- Adiós Fidel – all’Avana senza un cazzo da fare (A.Car, 2008)
- Il mio nome è Che Guevara (A.Car, 2009)
- Mister Hyde all’Avana (Il Foglio, 2009)
- Il canto di Natale di Fidel Castro (Il Foglio, 2010)

### Guillermo Cabrera Infante
La ninfa incostante (Sur, 2012)

### Virgilio Piñera
Ol peso di un'isola (Il Foglio e-book, 2012) 

### Yoani Sánchez
Cuba libre – Vivere e scrivere all’Avana (2009)

## Premios literarios
Premio Escritor Toscano del año 2011